# Церковь Посещения (Фрауэнберг)
Церковь Посещения (нем. Wallfahrtskirche Mariä Heimsuchung) — римско-католическая паломническая церковь, расположенная в районе Фрауэнберг баварского города Ландсхут; позднеготическое здание было построено во второй половине XV века — вероятно, около 1470—1480 года — на месте романского храма. Окрестности церкви являются популярным местом паломничества начиная с XVII века.

## История и описание
История церкви в окрестностях Фрауэнберга начинается около 700 года, когда преподобный Эрхард Регенсбургский активно путешествовал в данной местности. Поскольку он был в бегах, согласно легенде, ему пришлось пересечь реку Изар рядом с Фрауэнбергом: с помощью большого плоского камня ему удалось добраться до противоположного берега почти сухим — камень «Эрхардштайн» можно увидеть и сегодня на внешней стене паломнического храма.
Церковь Посещения была построена во второй половине XV века: вероятно, около 1470—1480 годов — на месте романской церкви-предшественницы, фрагменты которой являются частью основания современного здания. Фрески (роспись) интерьера церкви, вероятно, относятся к эпохе Возрождения: они были созданы между 1580 и 1600 годами и обнаружены только в 1975 году; восстановлены в 1996. Впоследствии внутренне убранство модифицировалось под влиянием стилей барокко и рококо. С XVII века церковь Посещения была регулярным местом паломничества: так с 1854 года, когда в Ландсхуте разразилась эпидемия холеры, ассоциация местных паломников стала ежегодно организовывать посещения Фрауэнберга; данная традиция продолжается и в XXI веке.
Шпиль башни-колокольни церкви Посещения перестраивался несколько раз: из отчета за 1712 года следует, что башня имела «луковидный» купол в стиле барокко — который, вероятно, был построен в то же время, что и колокольня приходской церкви Святого Фомы в соседнем Адлькофене. В 1866 году, под влиянием направления историзм, над зданием появился остроконечный шпиль. Однако, после того как 1 марта 1990 года ураган разрушил шпиль, в приходе началось обсуждение возможности возвращения «луковидного» шпиля: в результате тайного голосования было принято решение восстанавливать остроконечный вариант. Последние мероприятия по обновлению и ремонту здания церкви были проведены в 1998—2000 годах: они включали в себя ремонт крыши. Главный алтарь храма в стиле рококо был создан в 1758 году мастером Вайтом Браунбергером из Фильсбибурга. Бывший главный позднеготический алтарь, созданный в 1480—1490 годах, сегодня находится на стене, примыкающей к колокольне. Алтарь на южной стороне здания был изготовлен около 1680 года в стиле барокко. В храме присутствует и раннеготическая скульптура Мадонны с младенцем, датируемая примерно 1300 годом. Орган паломнической церкви во Фрауэнберге был построен в 1912 году мастером Людвигом Эденхофером-младшим из Деггендорфа.